# Gramofon

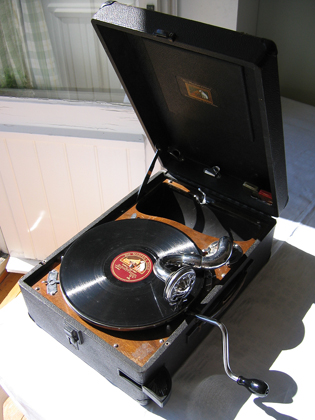
Gramofon ze začátku 20. století

Gramofon je zvukové hudební zařízení pro přehrávání gramofonových desek, nosičů s mechanickým analogovým záznamem zvuku. Šlo o nejvýznamnější přehrávač masově šířených zvukových záznamů od počátku 20. století až do jeho 80. let.

## Vývoj
Gramofon se vyvinul ze dvou přístrojů: hracích strojků se záznamem hudby na děrovaném kotouči a fonografu zaznamenávajícího zvuk na váleček. Jeho princip byl uveden už v Edisonově patentu na fonograf, podaném 19. února 1878. Edison se ale soustředil na vývoj fonografu, který považoval za technicky dokonalejší (na válci má pohyb po spirále stále stejnou rychlost, zatímco na desce se při konstantní úhlové rychlosti rychlost posuvu mění).
Gramofon samotný vynalezl Emile Berliner, který proti Edisonovu vynálezu navrhl použít namísto hloubkového záznamu záznam stranový a preferoval desky místo válců. Souboj mezi fonografem a gramofonem trval od 90. let 19. století až do 20. let 20. století, a byl ukončen zánikem Edisonovy továrny v roce 1929.

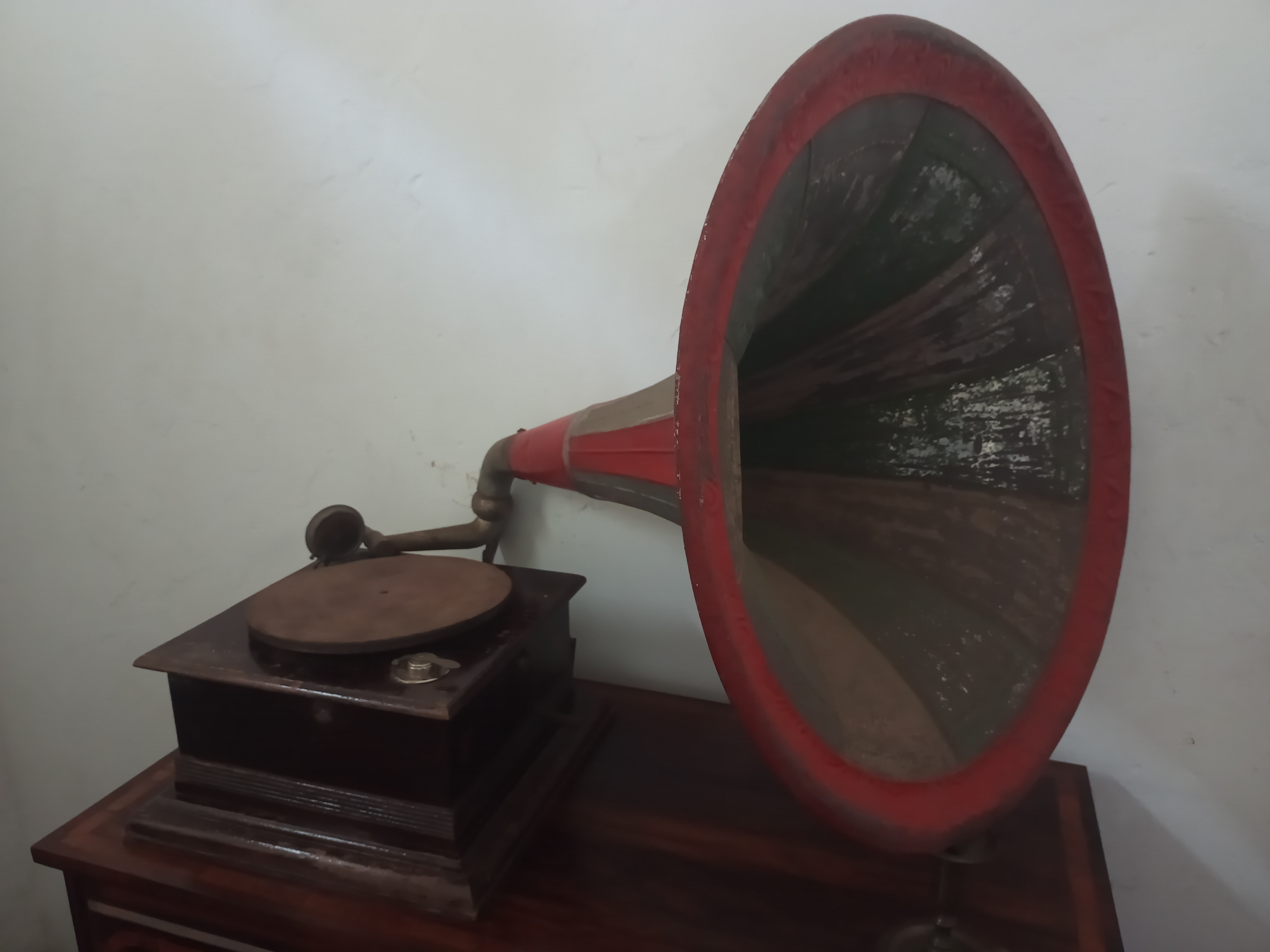

Původní gramofony byly poháněny ručně natahovaným hodinovým mechanismem na pero a zvuk byl vytvářen mechanickým přenosem záznamu z drážky gramofonové desky na velkou ozvučnou membránu reproduktoru (tzv. gramofonová trouba). S rozvojem elektrotechniky a po nástupu elektroniky byly gramofony postupně výrazně zdokonaleny o elektrický pohon a elektrické zesilování zvuku. Významným kvalitativním posunem bylo také zavedení a rozšíření dlouhohrajících desek a stereofonního záznamu ve druhé polovině 20. století. Stereofonní dvoukanálový záznam byl mechanicky zpětně kompatibilní s monofonním záznamem předchozích gramofonových desek, původní stranový záznam gramofonové desky byl nahrazen kombinací stranového a hloubkového záznamu, kdy stranovým záznamem se zaznamenává součtový signál (L+P) a hloubkovým záznamem se zaznamenává rozdílový signál (takže jednotlivé kanály se zaznamenávají v úhlu 45° od svislé osy).
Původní kovové jehly známé z nejstarších gramofonů byly později nahrazeny krystalovými vložkami s jehlami safírovými. Nejnovější typy moderních gramofonů jsou dnes vybaveny magnetodynamickými přenoskami s diamantovými hroty, které jsou velmi citlivé na každý, byť i sebenepatrnější záchvěv gramofonové jehly, resp. gramofonové chvějky. Výrazných změn doznal i elektrický pohon gramofonu, konstrukce gramofonového talíře (tj. otáčivého unašeče gramodesek), tvar raménka gramofonové přenosky atd.
Gramofon byl v 90. letech 20. století částečně vytlačen digitálními přehrávači CD či DVD. (Udržel se jako zvláštní hudební nástroj, používaný v některých nových hudebních směrech.) Protože se však gramofonová deska stala oblíbeným hudebním nosičem milovníků vysoké kvality reprodukovaného zvuku – ať již posluchačů, nebo interpretů – a dochází k jisté renesanci tohoto způsobu mechanického a analogového záznamu zvuku, roste i zájem o gramofony.

## Počátky gramofonu

### Fonograf
První zařízení zaznamenávající a reprodukující zvuk se nazývalo fonograf (phonograph). Vznikl jako výsledek práce Thomase Edisona na dvou jiných vynálezech – telegrafu a telefonu. Edison pracoval na přístroji, který by zaznamenal telegrafní zprávy, které by pak mohly být opakovaně odesílány. To ho vedlo k úvaze, že podobným způsobem by mohl být zaznamenán i telefonní hovor. Experimentoval s rycím hrotem, který byl upevněný proti pohybujícímu se parafinovému papíru. Mechanické vibrace vzniklé řečí vytvořily na papíru drážky. Později Edison nahradil papír kovovým válcem se staniolovou fólií. Zařízení mělo dvě jednotky, jednu pro záznam, druhou pro přehrávání. Když se mluvilo do trouby, zvukové vibrace byly ve svislém směru zaznamenány do válce. Edison zařízení vyzkoušel dětskou říkankou „Marie měla ovečku“. K jeho překvapení mu přístroj jeho slova znovu přehrál. Patent na tento fonograf mu byl vydán 19. února 1878. Tento vynález však nebyl zcela původní. Podobné zařízení vynalezl „prokletý“ básník a vědec Francouz Charles Cros už v roce 1877, ale byla to jen teorie, protože nevytvořil funkční model (navíc jeho obálku s popisem vynálezu otevřela francouzská akademie věd až několik měsíců po doručení). 24. ledna 1878 byla založena Edison Speaking Phonograph Company. Edison obdržel 10 000 dolarů za výrobu a prodej práv a 20 % ze zisku.
Pak však Edison na čas přerušil své práce na fonografu, aby se mohl soustředit na vynalézání žárovky. A tak jeho vynález posunuli kupředu jiní, včetně Alexandera Grahama Bella a Charlese Sumnera Taintera, který pro fonograf vytvořil voskový válec. Válce z tohoto období měly dva vážné nedostatky. Prvním byla krátká doba záznamu, pouze 2 minuty. Druhým nedostatkem bylo to, že neexistoval žádný způsob hromadné výroby kopií téhož záznamu.

### Gramofon
Dnes už víme, že Edisonův fonograf byl jen slepou uličkou vývoje. Roku 1895 revolučně změnil způsob záznamu zvuku „nový“ muž: jmenoval se Emile Berliner. Přistěhoval se do Washingtonu z Německa v roce 1870. Berlinerův gramofon (gramophone) — jak nazval svůj „mluvicí“ přístroj — se od soudobých lišil v tom, že pro záznam používal plochý kotouč místo válce navrženého Edisonem. Deska umožňovala hromadnou výrobu a hrací doba byla 4 minuty. Hudba už nepotřebovala křehké válce. Než pan Berliner přišel na metodu kopírování desek, musela se každá deska vyrábět jednotlivě a hudebníci museli hrát jednu píseň několiksetkrát. Berlinerova šelaková deska, která se otáčela 78 krát za minutu, se používala až do padesátých let 20. století. Berlinerův gramofon získala Victor Talking Machine Company (později RCA). V roce 1897 založil v Evropě firmu Deutsche Gramophon a o rok později Britain's Gramophone Co. Jeho ochrannou známkou, později převzatou RCA, byl obrázek psa Nippera, namalovaný britským malířem Francisem Barraudem, poslouchajícího his master’ voice – „hlas svého pána“. Papírové etikety s touto značkou se objevily v roce 1900.

## Výroba gramofonů v Česku
Výrobcem gramofonů v tehdejším Československu byla Tesla Litovel, dnešní SEV Litovel.